# Sot (musikalbum)
Sot är ett studioalbum från 1994 av den svenske rockmusikern Staffan Hellstrand.
"Var kommer du ifrån?", en tyngre och mindre melodiinriktad låt än vanligt för Hellstrand, gavs ut som singel och uppmärksammades för sitt antirasistiska budskap. Även "Kärlek & hat"  och "Djur i fara"  blev singlar.

## Låtlista
Musik och text av Staffan Hellstrand.
| Nr  | Titel                    | Längd | Notering                   |
| --- | ------------------------ | ----- | -------------------------- |
| 1.  | Varje litet grässtrå     | 3:05  |                            |
| 2.  | Vinter                   | 2:36  |                            |
| 3.  | Vackra vita dagar        | 3:46  |                            |
| 4.  | Elden                    | 3:54  |                            |
| 5.  | Var kommer du ifrån?     | 4:06  | med rap av Dogge Doggelito |
| 6.  | En natt i mars           | 3:21  |                            |
| 7.  | Kärlek & hat             | 4:30  |                            |
| 8.  | Livstidsälskare på flykt | 2:52  |                            |
| 9.  | Sommarsnö                | 2:23  |                            |
| 10. | Djur i fara              | 3:30  |                            |
| 11. | Sot-Annas gränd          | 5:22  |                            |

## Medverkande
- Staffan Hellstrand: sång, gitarr, orgel
- Fredrik Blank: gitarr, kör
- Matts Alsberg: bas
- Michael Carlson: bas
- Magnus Persson: trummor, slagverk
- Johan Nyström: trummor

Urban Agnas: piccolatrumpet, Peter Asplund: trumpet, Carina Carlsson: kör, Dogge Doggelito: rap, Klas Gagge: stråkarrangemang, Toni Holgersson: körsång, Krister Jansson: körsång, Lotta Johansson: elfiol, Margareta Nilsson: harpa, Gunnar Nordén: kör, Lilling Palmeklint: kör, Johan Rothstein: kör, Mikael Råberg: trombon, Irma Schultz: kör, Kay Söderström: orgel, samt stråkmusiker ur Stockholms Filharmoniska Orkester

## Listplaceringar
| Lista (1994) | Position |
| ------------ | -------- |
| Sverige      | 12       |

### Fotnoter
1. ↑  Information i Svensk mediedatabas.
2. ↑  Information i Svensk mediedatabas.
3. ↑  Information i Svensk mediedatabas.
4. ↑  Information i Svensk mediedatabas.
5. ↑  Listplacering